# Obscénité

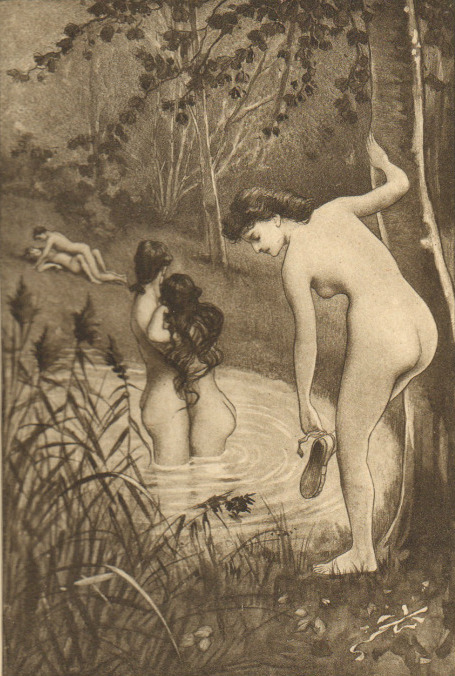
Une image considérée en son temps comme « obscène » : une illustration (vers 1907) par Édouard-Henri Avril de Fanny Hill, roman érotique de John Cleland.

L'obscénité est le caractère de ce qui blesse ouvertement la pudeur et le bon goût. Il peut s'agir de paroles, d'actions, d'images ou d'objets. Ce terme est fréquemment employé pour désigner ce qui porte atteinte à la pudeur dans le domaine de la sexualité, bien que ce ne soit pas son seul champ d'utilisation. Cette notion de morale varie considérablement selon les cultures et l'Histoire.

## Un mot à l'usage propre et figuré
Sur le plan de l'étymologie, « obscène » trouve sa source dans le latin obscenus, écrit aussi obscænus, dont le sens primitif est « de mauvais augure ». Le verbe obscævare (de ob face à, devant, et scævus, sinistre, funeste) signifie « donner un mauvais présage » et il est possible que obscænus soit une déformation de ob-scaevus. Le terme obscena (au pluriel) désigna longtemps dans l'histoire de l'art, les scènes renvoyant à la sexualité (vase, fresque), et également, par ailleurs les parties viriles ou parfois les excréments. Une déformation d'usage a pu l'associer par assonance à ce qui est ob-scaena « devant la scène » ; ce qui est exhibé devant le public, lui donnant son usage actuel de montrer à tous ce qui devrait rester caché.

## Obscénité et pornographie
L’obscénité et la pornographie ont progressivement été constituées comme objets de sciences sociales à part entière — bien qu’encore marginaux.
Une telle approche ne doit cependant pas conduire à évacuer des réflexions sur l’obscénité et la pornographie la question de la censure. L’obscénité renvoie en effet à la qualification (morale, religieuse, juridique, littéraire...) qui en est faite par les acteurs sociaux d’une époque, d’un pays. L’enjeu de cette qualification est le plus souvent d’établir le bien-fondé de leur libre circulation ou au contraire la nécessité de l’encadrement de leur production et de leur diffusion.
La censure, sous ses différentes formes, est donc un des critères mêmes de définition de l’obscénité.
La question posée sur l'obscénité d'une œuvre signifie qu'il n'y a pas consensus de toute la société à ce sujet. Des groupes sociaux s'autorisent à qualifier d'obscène certaines œuvres, sur la base de critères qu'ils jugent universels.
Inversement d'autres groupes sociaux contestent cette qualification, au nom d'autres critères de jugement qu'ils jugent légitimes. Les groupes sociaux concernés sont nombreux et leurs arguments sont souvent divers, même parmi ceux qui défendent la même position.
Parmi les groupes sociaux les plus fréquents se trouvent des ligues de moralité, des experts de sciences sociales et médicales, des hommes politiques, des mouvements féministes, des producteurs et diffuseurs de contenus.